# マイコンカーラリー
マイコンカーラリー (Micom Car Rally, MCR)とは、ロボット競技大会の一つであり、マイクロコントローラ(マイコン)を搭載したロボット（模型自動車）が、コース を自律制御で走り抜けるタイムを競う競技。
1996年から開催されている本大会は、北海道を発祥とし、2009年大会までは高校生の部と一般の部に分かれていたが、2010年大会より一般の部が廃止され、現在では原則として全国工業高等学校長協会の会員校が参加資格を得ることとなっている。

## 概要

### 目的
マイコンカーラリー競技をとおしてメカトロニクス技術の基礎・基本の習得、自発的・創造的な学習態度の育成を図るとともに、ものづくりによる課題解決型教育を推進し、新技術への夢を育む。

### 内容
マイコンカーラリーにはカスタマイズ性の高い「Advanced Class」（アドバンスドクラス）、限定された条件で行う「Basic Class」（ベーシッククラス）、カメラを用いて自動走行する「Camera Class」（カメラクラス）の3部門があり、いずれもタイムを競う。
大会は北海道・東北・北信越・関東・東海・近畿・中国・四国・九州の8地区で行われる地区大会と、その上位選手が出場する全国大会がある。

## 歴史
1996年から2008年までの間は、高校生の部・高校生の部（団体）（2001年から実施）・一般の部・中学生の部（1997年から1999年まで実施）・小学生の部（1999年のみ実施）・アトラクションの部（1996年と1997年のみ実施）。
| 開催年 | 会場                       | 高校生の部                                       | 高校生の部（団体） | 一般の部                                          | 中学生の部                                 | 小学生の部                                    | アトラクションの部                                                 |
| ------ | -------------------------- | ------------------------------------------------ | ------------------ | ------------------------------------------------- | ------------------------------------------ | --------------------------------------------- | ------------------------------------------------------------------ |
| 1996年 | 北海道札幌国際情報高等学校 | 「デストロイヤー」（北海道札幌琴似工業高等学校） | -                  | 「TR95A」（札幌市交通局）                         | -                                          | -                                             | 「電磁加速器」（北海道札幌琴似工業高等学校）                       |
| 1997年 | 北海道札幌国際情報高等学校 | 「JAPPAN Ⅱ」（北海道札幌国際情報高等学校）       | -                  | 「HIT041」（北海道工業大学）                      | 「レイソル'97」（札幌市立明園中学校）      | -                                             | 「H8搭載ワイヤーカッターむじんくん」（北海道芦別総合技術高等学校） |
| 1998年 | 北海道札幌国際情報高等学校 | 「天和」（北海道札幌琴似工業高等学校）           | -                  | 「ずっこけ号」（北海道札幌琴似工業高等学校 OB）   | 「ナップル」（札幌市立青葉中学校）         | -                                             | -                                                                  |
| 1999年 | 北海道札幌国際情報高等学校 | 「インフィニティ∞」（熊本県立玉名工業高等学校）  | -                  | 「スキップ ア ウェイ」（防衛大学校 情報工学教室） | 「スナイパージャポ」（札幌市立明園中学校） | 「Victory shogo Ⅲ」（札幌市立手稲鉄北小学校） | -                                                                  |
| 2000年 | 北海道札幌国際情報高等学校 | 「nWo.Japan」（香川県立坂出工業高等学校）        | -                  | 「Extreme」（北海道自動車短期大学）               | -                                          | -                                             | -                                                                  |
| 2001年 | 北海道札幌国際情報高等学校 | 「Siva」（香川県立三豊工業高等学校）             | 四国地区           | 「VELOCISTA」（防衛大学校 情報工学科）            | -                                          | -                                             | -                                                                  |
| 2002年 | 北海道札幌国際情報高等学校 | 「熊九郎」（香川県立三豊工業高等学校）           | 四国地区           | 「エイプリル01」（愛媛県立松山工業高等学校 教諭） | -                                          | -                                             | -                                                                  |
| 2003年 | 北海道札幌国際情報高等学校 | 「よっし～Jr」（香川県立三豊工業高等学校）       | 四国地区           | 「青嵐」（無所属）                                | -                                          | -                                             | -                                                                  |
| 2004年 | 北海道札幌国際情報高等学校 | 「LEVIN」（香川県立三豊工業高等学校）            | 近畿地区           | 「拳禅一如」（香川県立三豊工業高等学校）          | -                                          | -                                             | -                                                                  |
| 2005年 | NTT北海道セミナーセンタ    | 「韋駄天磯工」（神奈川県立磯子工業高等学校）     | 四国地区           | 「ICHIRO」（ICHIRO（個人））                      | -                                          | -                                             | -                                                                  |
| 2006年 | 北海道札幌国際情報高等学校 | 「FALKEN」（香川県立三豊工業高等学校）           | 四国地区           | 「ほっけ、鮭も旨い蟹」（チームMTY）               | -                                          | -                                             | -                                                                  |
| 2007年 | 北海道札幌国際情報高等学校 | 「麒麟児」（富山県立大沢野工業高等学校）         | 九州地区           | 「ランサー6号」（熊本県立球磨工業高等学校）       | -                                          | -                                             | -                                                                  |
| 2008年 | 北海道札幌国際情報高等学校 | 「LineSpear」（香川県立三豊工業高等学校）        | 四国地区           | 「若鷹」（砺波マイコンカークラブ（TMCC））        | -                                          | -                                             | -                                                                  |

2009年からは、団体（2016年まで実施）・Advanced Class・Basic Class・Camera Class（2020年から実施）・一般の部（2009年のみ）。
| 開催年 | 会場                                     | 団体       | Advanced Class                                  | Basic Class                                   | Camera Class                          | 一般の部       |
| ------ | ---------------------------------------- | ---------- | ----------------------------------------------- | --------------------------------------------- | ------------------------------------- | -------------- |
| 2009年 | 北海道札幌国際情報高等学校               | 九州地区   | 「GT-X」（熊本県立球磨工業高等学校）            | 「OgaTech SK」（秋田県立男鹿工業高等学校）    | -                                     | 「件」（個人） |
| 2010年 | 北海道札幌国際情報高等学校               | 東海地区   | 「テスターSHACK」（岐阜県立可児工業高等学校）   | 「翔舞」（岡山県立玉野光南高等学校）          | -                                     | -              |
| 2011年 | 北海道札幌国際情報高等学校               | 東海地区   | 「テスターイード」（岐阜県立可児工業高等学校）  | 「生産.tem4」（宮崎県立宮崎工業高等学校）     | -                                     | -              |
| 2012年 | 北海道札幌国際情報高等学校               | 九州地区   | 「Nothing」（福岡県立福岡工業高等学校）         | 「送り人」（岡山県立玉野光南高等学校）        | -                                     | -              |
| 2013年 | 北海道札幌国際情報高等学校               | 北信越地区 | 「H24」（長野県駒ヶ根工業高等学校）             | 「ZERO」（岡山県立玉野光南高等学校）          | -                                     | -              |
| 2014年 | 新さっぽろアークシティサンピアザ光の広場 | 北信越地区 | 「朱雀」（長野県駒ヶ根工業高等学校）            | 「AIESY」（愛媛県立松山工業高等学校）         | -                                     | -              |
| 2015年 | 新さっぽろアークシティサンピアザ光の広場 | 北信越地区 | 「極楽鳥花」（長野県飯田OIDE長姫高等学校）      | 「オレンジ魂4号」（愛媛県立松山工業高等学校） | -                                     | -              |
| 2016年 | 日本工学院八王子専門学校                 | 北信越地区 | 「緑翼」（長野県駒ヶ根工業高等学校）            | 「笠工師匠」（岡山県立笠岡工業高等学校）      | -                                     | -              |
| 2017年 | 日本工学院八王子専門学校                 | -          | 「i-Kaneko」（岐阜県立可児工業高等学校）        | 「ビタミン」（香川県立高松工芸高等学校）      | -                                     | -              |
| 2018年 | 日本工学院八王子専門学校                 | -          | 「i-Tia号」（岐阜県立可児工業高等学校）         | 「Survolt」（福岡県立苅田工業高等学校）       | -                                     | -              |
| 2019年 | 日本工学院八王子専門学校                 | -          | 「紀北 スイッチ」（和歌山県立紀北工業高等学校） | 「紀北 ASM1」（和歌山県立紀北工業高等学校）   | -                                     | -              |
| 2020年 | 西日本総合展示場 新館 A展示場            | 東海地区   | 「i-Moon」（岐阜県立可児工業高等学校）          | 「シルエット」（福岡県立苅田工業高等学校）    | 「Another」（宮崎県立佐土原高等学校） | -              |

## 主催・主管

### 主催
公益社団法人 全国工業高等学校長協会

### 主管
ジャパンマイコンカーラリー実行委員会